# Битва при Понце (1300)
Морское сражение при Понце — одно из сражений во время Войны Сицилийской вечерни, произошедшее 14 июня 1300 года у островов Понца и Занноне, в заливе Гаэта (северо-западнее Неаполя), когда галерный флот под командованием Руджеро Лауриа разбил сицилийский галерный флот Конрада Д’Ория.
Сорок анжуйских галер Лауриа стояли в Неаполе, когда 32 сицилийские галеры под командованием д’Ории прибыли и вызвали его на бой. Сначала Лауриа отказался, вероятно, из-за недоверия к экипажу кораблей, поэтому д’Ория смог разорить несколько прибрежных островов. 
В это время 12 апулийских галер прибыли с юга, а также семь генуэзских галер присоединились к флоту Лаурии. Их объединённый флот составил 59 кораблей.
Лаурия вышел на поиски д’Ории, которого нашел недалеко от острова Занноне, на западе. После того как д’Ория отклонил предложение отступить, он попытался быстро атаковать галеру Лаурии и галеры, несущие знамя. Д’Ория подвёл свой корабль к корабю Лаурии, но не смог подняться на него. Одна сицилийская галера бежала после захвата одной из неаполитанских галер, но её преследовали шесть неаполитанских. Пять генуэзских галер были блокированы. От 18 до 29 (вероятно, 28) сицилийских галер были захвачены, Д’Ория сдался последним, когда Лауриа пригрозил сжечь его корабль.